# Nuevo Paraíso, Guerrero
Nuevo Paraíso är en ort i Mexiko.   Den ligger i kommunen Cualác och delstaten Guerrero, i den sydöstra delen av landet, 200 km söder om huvudstaden Mexico City. Nuevo Paraíso ligger 2 212 meter över havet och antalet invånare är 152.
Terrängen runt Nuevo Paraíso är huvudsakligen kuperad. Nuevo Paraíso ligger uppe på en höjd. Runt Nuevo Paraíso är det ganska tätbefolkat, med 108 invånare per kvadratkilometer. Närmaste större samhälle är Olinalá, 9,7 km norr om Nuevo Paraíso. I omgivningarna runt Nuevo Paraíso växer huvudsakligen savannskog.